# Air Gabon

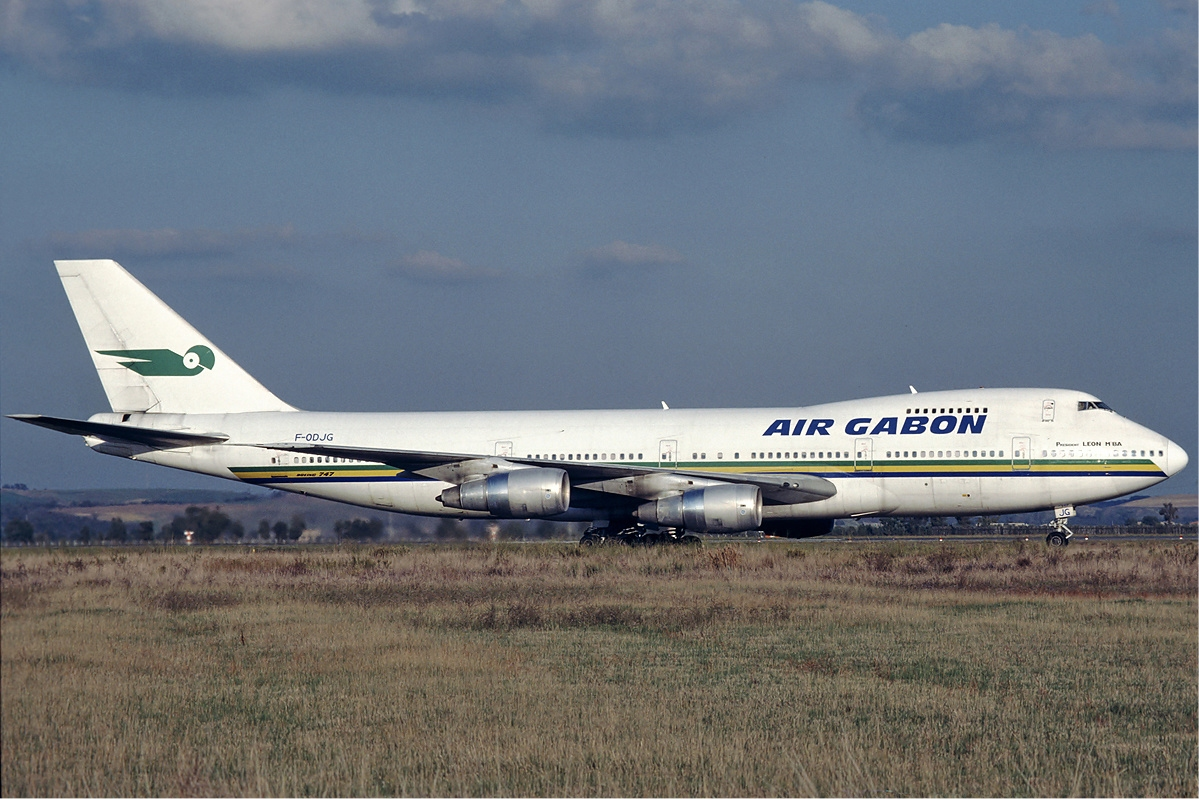
Boeing 747

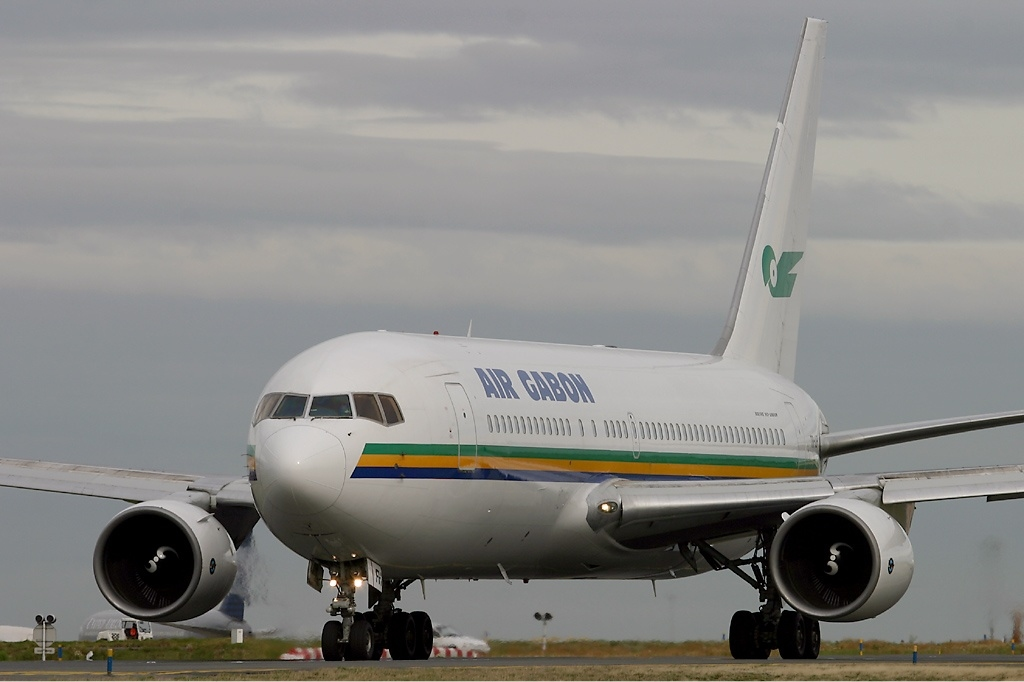
Boeing 767

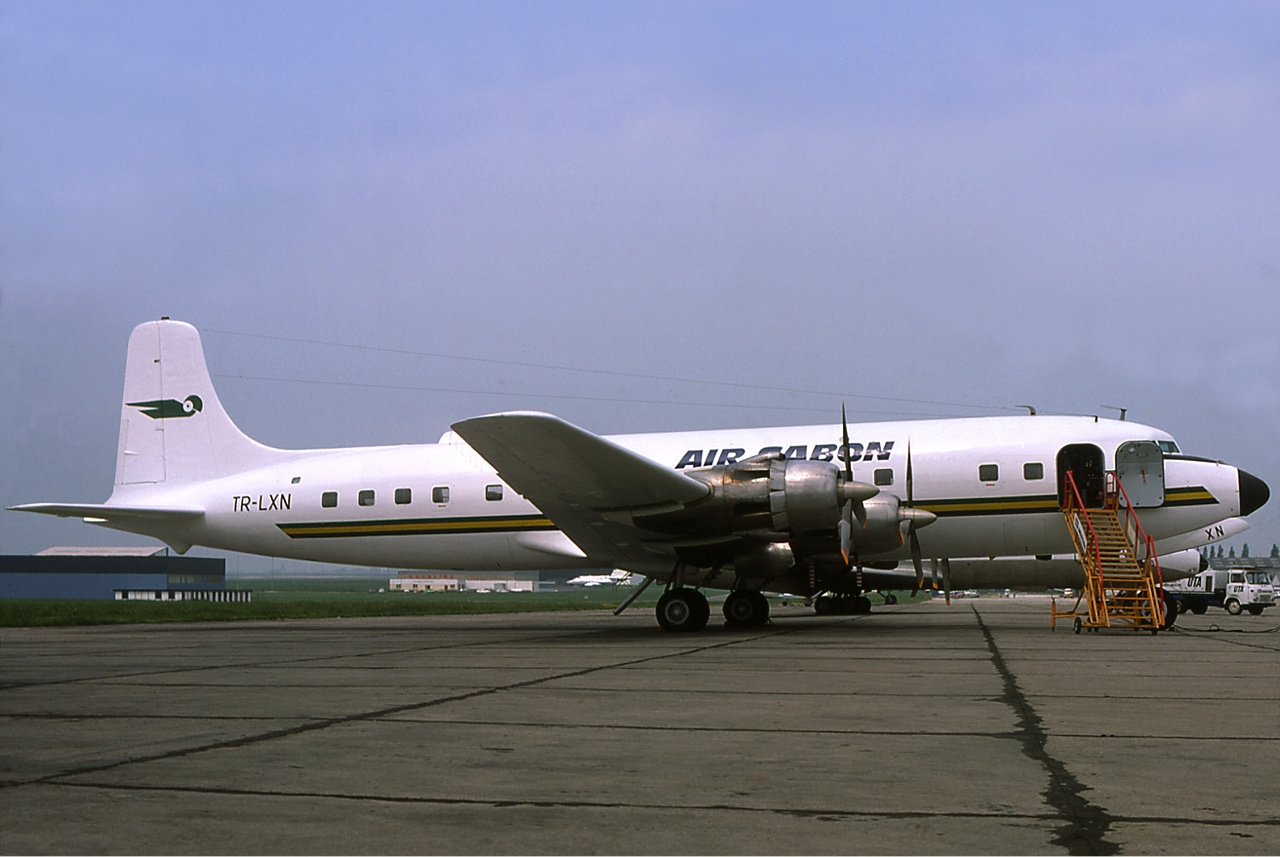
Douglas DC-6

Air Gabon var ett flygbolag från Gabon grundat 1951 som bland annat flög med Boeing 767-flygplan. Bolaget upphörde med alla flygningar den 3 mars 2006, på grund av finansiella problem.

## Flotta
Air Gabon flög bland annat:
- ATR 42
- ATR 72
- Boeing 727
- Boeing 737
- Boeing 747
- Boeing 767
- Bristol Type 170
- Britten-Norman Islander
- Caravelle
- De Havilland Canada DHC-4 Caribou
- De Havilland Canada DHC-5 Buffalo
- Douglas DC-3/C-47
- Douglas DC-4
- Douglas DC-6
- Douglas DC-8
- Fokker F28
- Fokker 100
- Hawker Siddeley HS 748
- Lockheed Hercules
- Vickers Vanguard